# Ardence
Ardence was een Amerikaans softwarebedrijf dat in 1980 opgericht werd als VenturCom. Het ontwikkelde een software-streamingproduct en een embedded OEM-ontwikkelingsplatform. In 2006 werd Ardence overgenomen door Citrix en in 2008 gingen de embedded software-activiteiten weer zelfstandig verder onder de naam IntervalZero.

## Geschiedenis
VenturCom werd opgericht in 1980 door Marc H. Meyer, Doug Mook, Bill Spencer en Myron Zimmerman. Aanvankelijk bracht VenturCom Venix uit, een minimalistische versie van het Unix-besturingssysteem voor personal computers waaronder de IBM PC en zijn compatibelen. In 1995 verschoof het bedrijf zijn focus van Unix naar Windows NT. In 2004 wijzigde de bedrijfsnaam in Ardence. Het bedrijf had zijn hoofdkantoor in Waltham (Massachusetts), met internationale vestigingen in Europa, het Midden-Oosten, Afrika en India.
Op 20 december 2006 kondigde Citrix Systems Inc. een overeenkomst aan om Ardence over te nemen.
In 2008 richtte een groep voormalige leidinggevenden van Ardence IntervalZero op en nam de embedded software-activiteiten van Ardence over van Citrix. Citrix behield een minderheidsbelang in het bedrijf.

## Producten
Met het enterprise software-streaming product van Ardence konden de besturingssystemen Microsoft Windows, SUSE Linux, Red Hat Linux en Turbolinux, samen met al hun applicaties, ter beschikking gesteld worden vanuit een opslagmedium dat op het netwerk is aangesloten. Het maakte het mogelijk om elke x86-computer (desktops, servers of appliances) te installeren, of te herinstalleren vanaf bare-metal. In plaats het volledige besturingssysteem via het netwerk op te sturen bij het opstarten van de x86-computer, streamde het Ardence-platform alleen op aanvraag wat nodig was.
De basistechnologie achter het software-streaming product was een stuurprogramma voor het geselecteerde besturingssysteem, dat een virtuele schijf ter beschikking stelt via een aangepast UDP-protocol. In principe werden computers geconfigureerd om een kernel die dit stuurprogramma bevatte te laden via het netwerk en te starten.